# Museo Bernice Pauhai Bishop
Il Museo Bernice Pauhai Bishop (Bernice Pauahi Bishop Museum), noto anche come Museo di Stato delle Hawaii di storia naturale e culturale (Hawaiʻi State Museum of Natural and Cultural History) fu fondato nel 1889 da Charles Reed Bishop (1822-1915) in memoria della sua defunta sposa, la principessa Berenice Pauhai Paki (1831-1884), ultima discendente della famiglia reale di Kamehameha I. Il museo è stato ricavato in un edificio dove erano raccolti gli oggetti della tradizione hawaiiana ereditati dalla principessa.

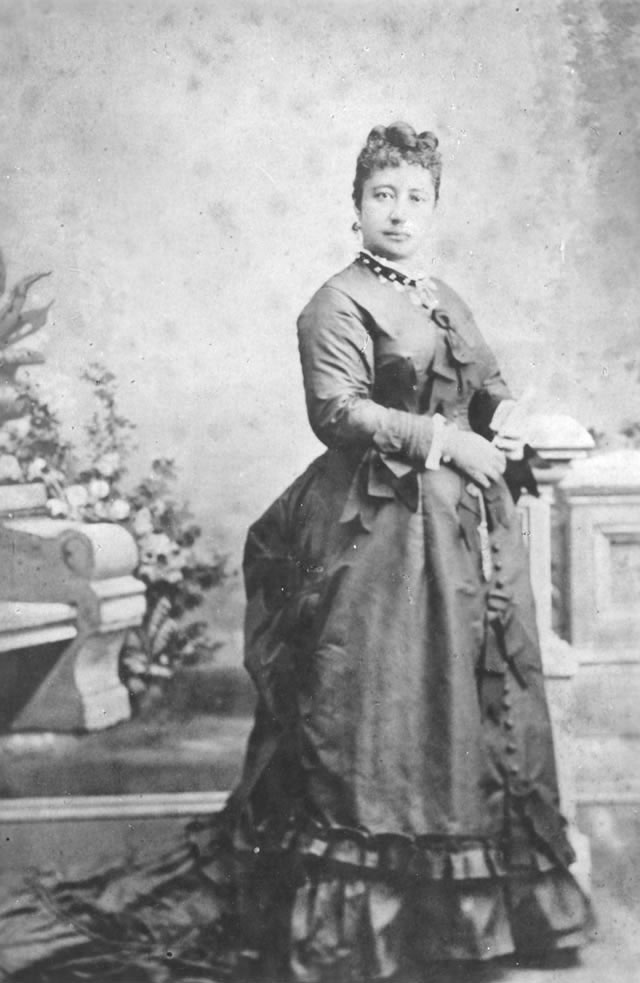
Berenice Pauhai Bishop

Si trova nel quartiere di Kalihi ad Honolulu, sull'isola di Oʻahu. Accanto alla raccolta di pezzi hawaiiani, il museo ospita una serie di collezioni di insetti, la terza per dimensione negli Stati Uniti d'America, con i suoi 13,5 milioni di pezzi circa.
Il museo amministra anche il Giardino etnobotanico Amy B.H. Greenwell, il Centro di ricerca entomologica J. Linsley Gressit, ed ospita nella propria area il planetario Jhamandas Watumull. Amministrava anche l'Hawaiʻi Maritime Center, fino alla chiusura decisa il 1º maggio 2009.  Il Bishop Museum è aperto tutti i giorni dalle 9:00 a.m. alle 5:00 p.m.